# Richairo Živković
Richairo Juliano Živković (Assen, 5 settembre 1996) è un calciatore olandese, originario di Curaçao, attaccante del Bangkok Utd e della nazionale di Curaçao.

## Biografia
Il padre è originario di Curaçao mentre la madre, di cui porta il cognome, è serba.

## Carriera

### Club

#### Groningen
Cresciuto nel Groningen, debutta in prima squadra a 16 anni e 2 mesi il 2 dicembre 2012 in Heracles-Groningen 2-0 subentrando a David Texeira al minuto 84. Gioca poi altre 3 partite di Eredivisie.
Segna il suo primo gol in carriera in campionato il 3 agosto 2013 in NEC-Groningen 1-3 al 90º, a 5 minuti dal suo ingresso in campo. Si ripete la settimana seguente in Groningen-Utrecht 2-0.

#### Ajax e Jong Ajax
Il 17 marzo 2014 firma un contratto triennale con l'Ajax. Al Groningen vanno 2.500.000 euro. Fa il suo debutto in campionato con i lancieri il 14 dicembre seguente nel corso di Ajax-Utrecht 3-1 e nel frattempo si mette in mostra con la seconda squadra (18 gol in 25 incontri); con la prima squadra segna 1 gol in 7 partite.

#### Prestito al Willem II
Al termine della stagione viene ceduto in prestito per sei mesi al Willem II.

### Nazionale
Dopo avere rappresentato le selezioni giovanili olandesi, successivamente decide di rappresentare Curaçao, con cui ha esordito nel 2023.

## Statistiche

### Presenze e reti nei club
Statistiche aggiornate al 21 dicembre 2015
| Stagione               | Squadra                | Campionato             | Campionato | Campionato | Coppe nazionali | Coppe nazionali | Coppe nazionali | Coppe continentali | Coppe continentali | Coppe continentali | Altre coppe | Altre coppe | Altre coppe | Totale | Totale |
| Stagione               | Squadra                | Comp                   | Pres       | Reti       | Comp            | Pres            | Reti            | Comp               | Pres               | Reti               | Comp        | Pres        | Reti        | Pres   | Reti   |
| ---------------------- | ---------------------- | ---------------------- | ---------- | ---------- | --------------- | --------------- | --------------- | ------------------ | ------------------ | ------------------ | ----------- | ----------- | ----------- | ------ | ------ |
| 2012-2013              | Groningen              | E                      | 4          | 0          | CO              | 1               | 0               | -                  | -                  | -                  | -           | -           | -           | 5      | 0      |
| 2013-2014              | Groningen              | E                      | 29+4       | 10+1       | CO              | 2               | 0               | -                  | -                  | -                  | -           | -           | -           | 35     | 11     |
| Totale Groningen       | Totale Groningen       | Totale Groningen       | 33+4       | 10+1       |                 | 3               | 0               |                    | -                  | -                  |             | -           | -           | 40     | 11     |
| 2014-2015              | Jong Ajax              | EE                     | 26         | 18         | -               | -               | -               | -                  | -                  | -                  | -           | -           | -           | 26     | 18     |
| 2014-2015              | Ajax                   | E                      | 7          | 1          | CO              | 2               | 1               | UCL+UEL            | 1+1                | 0+0                | SO          | -           | -           | 11     | 2      |
| ago. 2015-gen. 2016    | Willem II              | ED                     | 16         | 2          | CO              | 2               | 2               | -                  | -                  | -                  | -           | -           | -           | 18     | 4      |
| feb.-apr. 2016         | Jong Ajax              | EE                     | 13         | 6          | -               | -               | -               | -                  | -                  | -                  | -           | -           | -           | 13     | 6      |
| ago. 2016              | Jong Ajax              | EE                     | 2          | 3          | -               | -               | -               | -                  | -                  | -                  | -           | -           | -           | 2      | 3      |
| Totale Jong Ajax       | Totale Jong Ajax       | Totale Jong Ajax       | 41         | 27         | -               | -               | -               | -                  | -                  | -                  | -           | -           | -           | 41     | 27     |
| 2016-2017              | Utrecht                | E                      | 31+3       | 8+1        | CO              | 4               | 3               | -                  | -                  | -                  | -           | -           | -           | 38     | 12     |
| 2017-2018              | Ostenda                | D1                     | 20+9       | 2+7        | CB              | 2               | 2               | UEL                | 2                  | 0                  | -           | -           | -           | 33     | 11     |
| 2018-feb. 2019         | Ostenda                | D1                     | 21         | 3          | CB              | 4               | 2               | -                  | -                  | -                  | -           | -           | -           | 25     | 5      |
| Totale Oostenda        | Totale Oostenda        | Totale Oostenda        | 41+9       | 5+7        |                 | 6               | 4               |                    | 2                  | 0                  |             | -           | -           | 58     | 16     |
| 2019                   | Changchun Yatai        | L1                     | 25         | 15         | CC              | 1               | 0               | -                  | -                  | -                  | -           | -           | -           | 26     | 15     |
| feb.-lug. 2020         | Sheffield Utd          | PL                     | 5          | 0          | FACup+CdL       | 0+0             | 0+0             | -                  | -                  | -                  | -           | -           | -           | 5      | 0      |
| ott.-dic. 2020         | Guangzhou Cheng        | CSL                    | 0+6        | 0+1        | CC              | 2               | 3               | -                  | -                  | -                  | -           | -           | -           | 8      | 4      |
| 2021                   | Changchun Yatai        | CSL                    | 5          | 0          | CC              | -               | -               | -                  | -                  | -                  | -           | -           | -           | 5      | 0      |
| Totale Changchun Yatai | Totale Changchun Yatai | Totale Changchun Yatai | 30         | 15         |                 | 1               | 0               |                    | -                  | -                  |             | -           | -           | 31     | 15     |
| set. 2021-2022         | Stella Rossa           | SL                     | 9          | 0          | KS              | 1               | 1               | UEL                | 4                  | 0                  | -           | -           | -           | 14     | 1      |
| 2022-2023              | Emmen                  | E                      | 32+4       | 5+1        | CO              | 2               | 1               | -                  | -                  | -                  | -           | -           | -           | 38     | 7      |
| 2023                   | Lion City Sailors      | PL                     | 7          | 6          | CS              | 6               | 6               | ACL                | 6                  | 3                  | -           | -           | -           | 19     | 15     |
| 2024-2025              | Bangkok Utd            | THL                    | 1          | 0          | FACup           | 0               | 0               | ACL                | 1                  | 1                  | -           | -           | -           | 2      | 1      |
| Totale carriera        | Totale carriera        | Totale carriera        | 279        | 90         |                 | 29              | 21              |                    | 15                 | 4                  |             | -           | -           | 323    | 115    |

### Cronologia presenze e reti in nazionale
| Cronologia completa delle presenze e delle reti in nazionale ― Curaçao | Cronologia completa delle presenze e delle reti in nazionale ― Curaçao | Cronologia completa delle presenze e delle reti in nazionale ― Curaçao | Cronologia completa delle presenze e delle reti in nazionale ― Curaçao | Cronologia completa delle presenze e delle reti in nazionale ― Curaçao | Cronologia completa delle presenze e delle reti in nazionale ― Curaçao | Cronologia completa delle presenze e delle reti in nazionale ― Curaçao | Cronologia completa delle presenze e delle reti in nazionale ― Curaçao |
| Data                                                                   | Città                                                                  | In casa                                                                | Risultato                                                              | Ospiti                                                                 | Competizione                                                           | Reti                                                                   | Note                                                                   |
| ---------------------------------------------------------------------- | ---------------------------------------------------------------------- | ---------------------------------------------------------------------- | ---------------------------------------------------------------------- | ---------------------------------------------------------------------- | ---------------------------------------------------------------------- | ---------------------------------------------------------------------- | ---------------------------------------------------------------------- |
| 26-3-2023                                                              | Willemstad                                                             | Curaçao                                                                | 0 – 2                                                                  | Canada                                                                 | CONCACAF Nations League 2022-2023 - 1º Turno                           | -                                                                      | 69’                                                                    |
| 29-3-2023                                                              | Santiago del Estero                                                    | Argentina                                                              | 7 – 0                                                                  | Curaçao                                                                | Amichevole                                                             | -                                                                      | 58’                                                                    |
| Totale                                                                 |                                                                        | Presenze                                                               | 2                                                                      |                                                                        | Reti                                                                   | 0                                                                      |                                                                        |

## Palmarès

### Club

#### Competizioni nazionali
- Coppa di Serbia: 1

Stella Rossa: 2021-2022
- Coppa di Singapore: 1

Lion City: 2023